# Anastasia Blue
Anastasia Blue (ur. 11 czerwca 1980 zm. 19 lipca 2008) – amerykańska aktorka pornograficzna rosyjskiego pochodzenia. Wystąpiła w ponad 100 filmach dla dorosłych dla takich firm jak Vivid, Sin City, Elegant Angel, Digital Playground, Legend, Diabolic czy Hustler.

## Życiorys

### Wczesne lata
Urodziła się w Anchorage w stanie Alaska jako córka Pauli Behm. Miała cztery siostry - Olgę, Varvarę, Kathy, Sophię i Julie oraz czterech braci - Timathy'ego, Kalina, Vladimira i Mosai'a.

### Kariera
Swoją karierę w branży porno rozpoczęła w 1999 roku, w wieku 19 lat w produkcjach: My Girlfriend Silvia Saint z Silvią Saint, Submissive Little Sluts 1 z Markiem Davisem, Extreme Teen 1 z Herschelem Savage’em, We Go Deep 1 (1999) z Seanem Michaelsem i University Coeds 17 z Erikiem Everhardem.
W 2000 roku otrzymała AVN Award za „Najlepszą scenę seksu analnego - wideo” w Whack Attack 6 (1999) w reżyserii Toma Byrona z czarnoskórym Lexingtonem Steele’em.
Pojawiła się w dramacie biograficznym Teda Demmego Blow (2001) z udziałem Johnny'ego Deppa i Penélope Cruz.
W 2005 z powodów osobistych postanowiła zakończyć karierę. Pracowała dla Triton Marine w Waszyngtonie jako asystentka kierownika biura.
Zmarła 19 lipca 2008 w wieku 28 lat w Bremerton w stanie Waszyngton z powodu przedawkowania narkotyków lub Tylenolu.

## Nagrody i nominacje
| Rok  | Nagroda    | Kategoria                              | Film                  | Inni wykonawcy   | Rezultat  |
| ---- | ---------- | -------------------------------------- | --------------------- | ---------------- | --------- |
| 2000 | AVN Award  | Najlepsza nowa gwiazdka                | -                     | -                | Nominacja |
| 2000 | AVN Award  | Najlepsza scena seksu analnego - wideo | Whack Attack 6 (1999) | Lexington Steele | Wygrana   |
| 2000 | XRCO Award | Orgasmic Oralist                       | -                     | -                | Nominacja |